# Grb Občine Prebold
Grb Občine Prebold je upodobljen na ščitu poznogotskega stila sanitske oblike, katerega razmerje med višino in širino je 1:0,9. 
Spodnjo tretjino notranjega ščita pokriva prazno polje zelene barve, ki mu sledi moder trak, širok eno desetino višine notranjega ščita. Nad njim je na zeleni podlagi trapezaste oblike v zlatem polju srebrn enonadstropen dvorec s črno štirikapno streho. Spodnji rob se podlaga dotika modrega traku in je enaka širini notranjega ščita, zgornji rob pa meri dve tretjini širine notranjega ščita in je enako odmaknjen od levega in desnega roba ščita. Višina podlage meri desetino višine notranjega ščita. Dvorec ima v dveh vrstah po 8 enakih pokončnih pravokotnih črnih oken, na vsaki strani pa se ga dotika po en stolp, zaključen s koničasto črno streho, ki sta enaki, a nekoliko višji od strehe dvorca. Stolpa imata v isti višini kot dvorec, v dveh vrstah, po eno črno pokončno pravokotno okno. Širina dvorca s stolpoma meri dve tretjini širine notranjega ščita, in sta enako odmaknjena od levega in desnega roba ščita. Višina stolpov meri tretjino višine notranjega ščita. 
Zlati trak, ki ga nosi ščit na svoji zunanjih robovih, lahko služi le kot grbovni okras.